# هفت تنان (لاريجان السفلي)
هفت تنان (بالفارسية: هفت تنان) هي قرية تقع في إيران في قسم لاریجان السفلی الريفي. يقدر عدد سكانها بـ 159 نسمة .